# Chartoscirta cocksii
Chartoscirta cocksii är en insektsart som först beskrevs av Curtis 1835.  Chartoscirta cocksii ingår i släktet Chartoscirta, och familjen strandskinnbaggar. Arten är reproducerande i Sverige.

## Bildgalleri

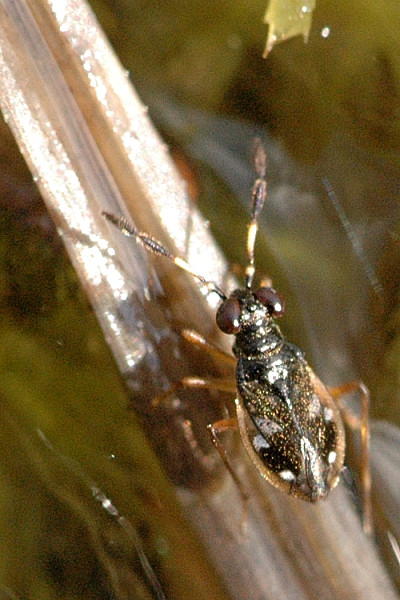